# 2010-es magyar teniszbajnokság
A 2010-es magyar teniszbajnokság a száztizenegyedik magyar bajnokság volt. A bajnokságot szeptember 20. és 25. között rendezték meg Pécsett.

## Eredmények
| Versenyszám  | Arany                                                                | Arany | Ezüst                                                    | Ezüst | Bronz | Bronz |
| ------------ | -------------------------------------------------------------------- | ----- | -------------------------------------------------------- | ----- | --- | ----- |
| Férfi egyéni | Balázs Attila Kiskastély SE                                          |       | Balázs György Kiskastély SE                              |       | Szatmáry Adrián Tálentum TCFilipenkó Viktor Honvéd Szondi SE                                                           |       |
| Női egyéni   | Németh Virág IDOM Team 2000 TSE                                      |       | Halász Klaudia IDOM Team 2000 TSE                        |       | Pump Luca Tabáni SpartacusHabler Henrietta IDOM Team 2000 TSE                                                          |       |
| Férfi páros  | Balázs Attila, Balázs György Gödöllői LTE-Kiskastély SE              |       | Gödry Botond, Nagy Péter IDOM Team 2000 TSE, Budaörsi SC |       | Sauska Péter, Szatmáry Adrián Diego VSK, Tálentum TCGyörgy Tamás, Sardú Dániel Trófea SE, Fehérgyarmati TK             |       |
| Női páros    | Kovács Krisztina, Németh Virág Balatonboglári TC, IDOM Team 2000 TSE |       | Hegedűs Dóra, Rohonyi Réka IDOM Team 2000 TSE            |       | Békefi Bianka, Mároki Rebeka Top Sport SE, Dunakeszi VTCHalász Klaudia, Pump Luca IDOM Team 2000 TSE, Tabáni Spartacus |       |